# Jašmak

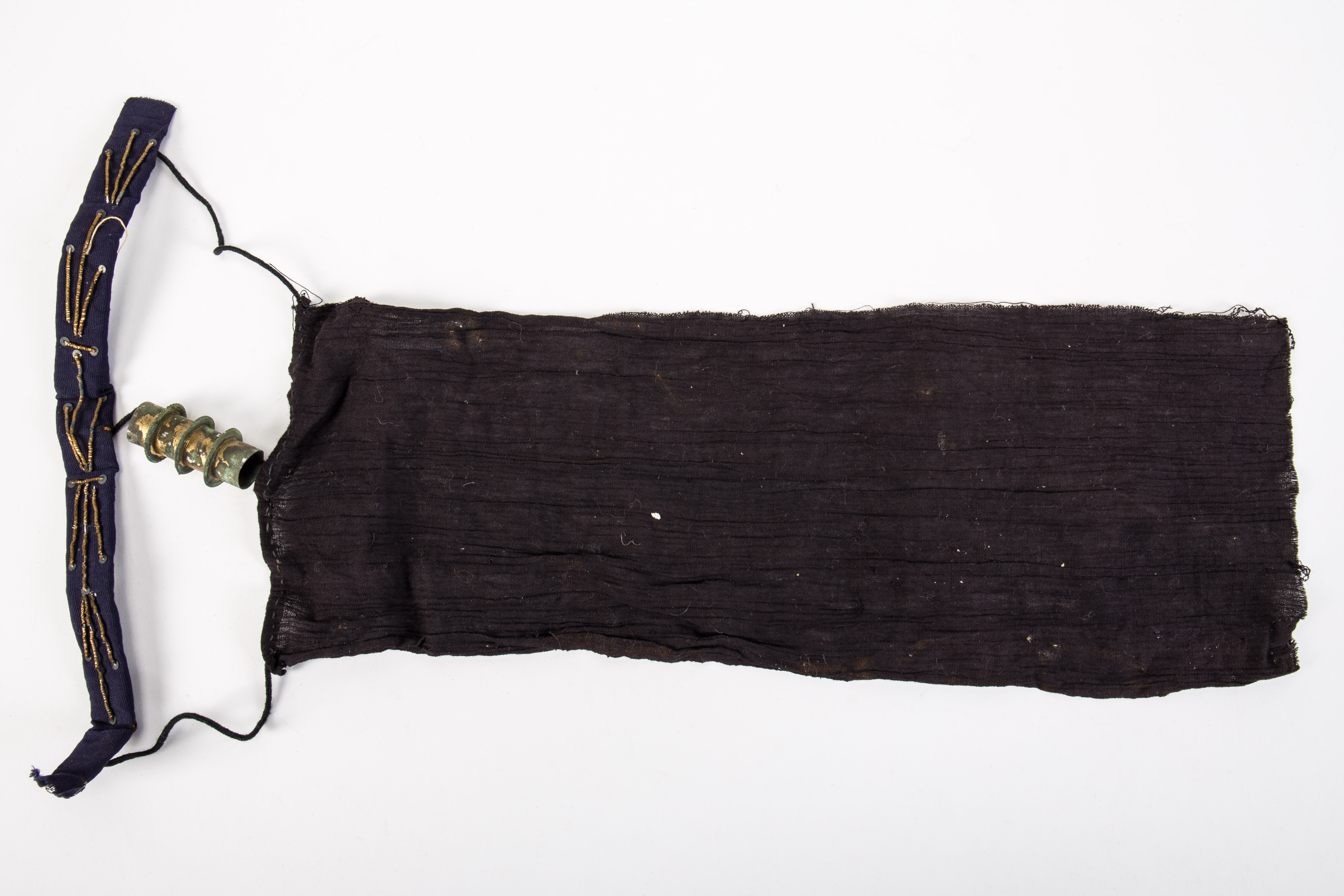
Jašmak

Jašmak (turecky yaşmak) je samostatný závoj, obvykle černé barvy, zakrývající tváře některých muslimských žen na veřejných místech. Jašmak se nejčastěji používá v Turecku a mezi Turkmeny a je to průsvitná mušelínová rouška kryjící ústa a nos. Bývá součásti výbavy orientálních tanečnic z romantických filmů. Jašmak může být také součástí nikábu při větším zakrytí tváře muslimských žen.

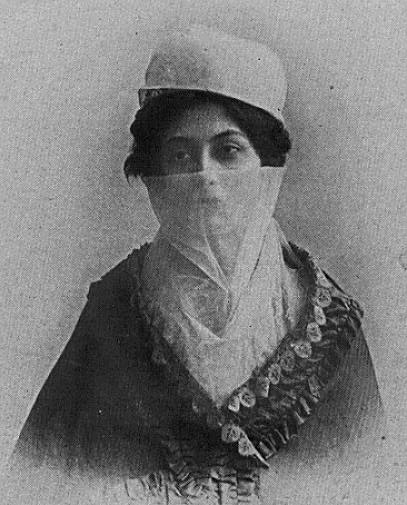
Halide Edib Adıvar s tváří zakrytou jašmakem